# تود لوكوود
تود لوكوود (بالإنجليزية: Todd Lockwood)‏ هو فنان أمريكي، ولد في 9 يوليو 1957 في بولدر في الولايات المتحدة.